# إسبلونكر
إسبلونكر (بالإنجليزية: Spelunker)‏ ، هي لعبة فيديو إلكترونية من نوع منصات، صدرت سنة 1983م وتعمل على نظام التشغيل أتاري 400 وأتاري 800 ، وفي تاريخ 6 ديسمبر 1985م صدرت حصراً في اليابان لنظام نينتندو إنترتينمنت سيستم .

## إعادة الإصدار
أطلقت شركة سوني كمبيوتر إنترتنمنت اليابان إعادة إصدار اللعبة تحت مسمى إسبلونكر إتش دي، حيث نشرت المنتج في متجر بلاي ستيشن الإلكتروني ، كما حققت جائزة أفضل لعبة سنة 2009م في اليابان.
كما أصدرت شركة النشر سكوير إنكس اليابانية إعادة إصدار اللعبة الإلكتروني لنظام بلاي ستيشن 4 سنة 2015م تحت مسمى «إسبلونكر ورلد».